# Siilinjärvi–Viinijärvi-banan
|  | Straight track |

|  | Station on track |

|  | Junction both to and from left |

| Unknown BSicon "KDSTaq" | Junction both to and from right |  |

|  | Small non-passenger station on track |

|  | Unknown BSicon "ABZgl" | Unknown BSicon "STR+r" |

|  | Unknown BSicon "LSTR" | Non-passenger end station |

|  | Non-passenger station/depot on track |

|  | Non-passenger station/depot on track |

|  | Unknown BSicon "ABZgxl+l" | Unknown BSicon "KDSTeq" |

| Unknown BSicon "exKHSTaq" | Unknown BSicon "eABZgr+r" |  |

|  | Small non-passenger station on track |

|  | Unknown BSicon "ABZgxr+r" |

|  | Station on track |

|  | Straight track |

|  | Straight track |

|  | Station on track |

|  | Junction both to and from left |

| Unknown BSicon "KDSTaq" | Junction both to and from right |  |

|  | Small non-passenger station on track |

|  | Unknown BSicon "ABZgl" | Unknown BSicon "STR+r" |

|  | Unknown BSicon "LSTR" | Non-passenger end station |

|  | Non-passenger station/depot on track |

|  | Non-passenger station/depot on track |

|  | Unknown BSicon "ABZgxl+l" | Unknown BSicon "KDSTeq" |

| Unknown BSicon "exKHSTaq" | Unknown BSicon "eABZgr+r" |  |

|  | Small non-passenger station on track |

|  | Unknown BSicon "ABZgxr+r" |

|  | Station on track |

|  | Straight track |

Siilinjärvi-Viinijärvi-banan är en del av det finländska järnvägsnäteet som sträcker sig från järnvägsstationen i Siilinjärvi till järnvägsstationen i Viinijärvi. Bandelens längd är 111,7 kilometer, och där förekommer enbart godstrafik. Bandelen är en del av den så kallade Savolaxtriangeln och trafikstyrningen sker från Pieksämäki.